# Martin Kukučín
Martin Kukučín, pravim imenom Matej Bencúr (Jasenová, 17. svibnja 1860. – Lipik, 21. svibnja 1928.), slovački pjesnik, prozaist i dramatičar čije djelo predstavlja temelj moderne slovačke proze. Jedan je od najznačajnijih slovačkih predstavnika književnog realizma.
Studirao je na Medicinskom fakultetu u Pragu, a stažirao u Beču, Bratislavi i Innsbrucku, da bi na bračkim Selcima dobio zaposlenje. Tamo sudjeluje u radu kulturnog društva »Hrvatski sastanak« te upoznaje suprugu Pericu Dolić, s kojom se 1908. nastanio među hrvatskim iseljenicima u Punta Arenasu. Četrnaest godina kasnije vraća se u Slovačku, no već dvije godine kasnije vraća se u Hrvatsku, točnije u Lipik, gdje i umire 1928. godine. Posmrtni ostaci preseljeni su u domovinu još iste godine.